# Xeromphalina kauffmanii
Xeromphalina kauffmanii är en svampart som beskrevs av A.H. Sm. 1953. Xeromphalina kauffmanii ingår i släktet Xeromphalina och familjen Mycenaceae.   Inga underarter finns listade i Catalogue of Life.

## Bildgalleri

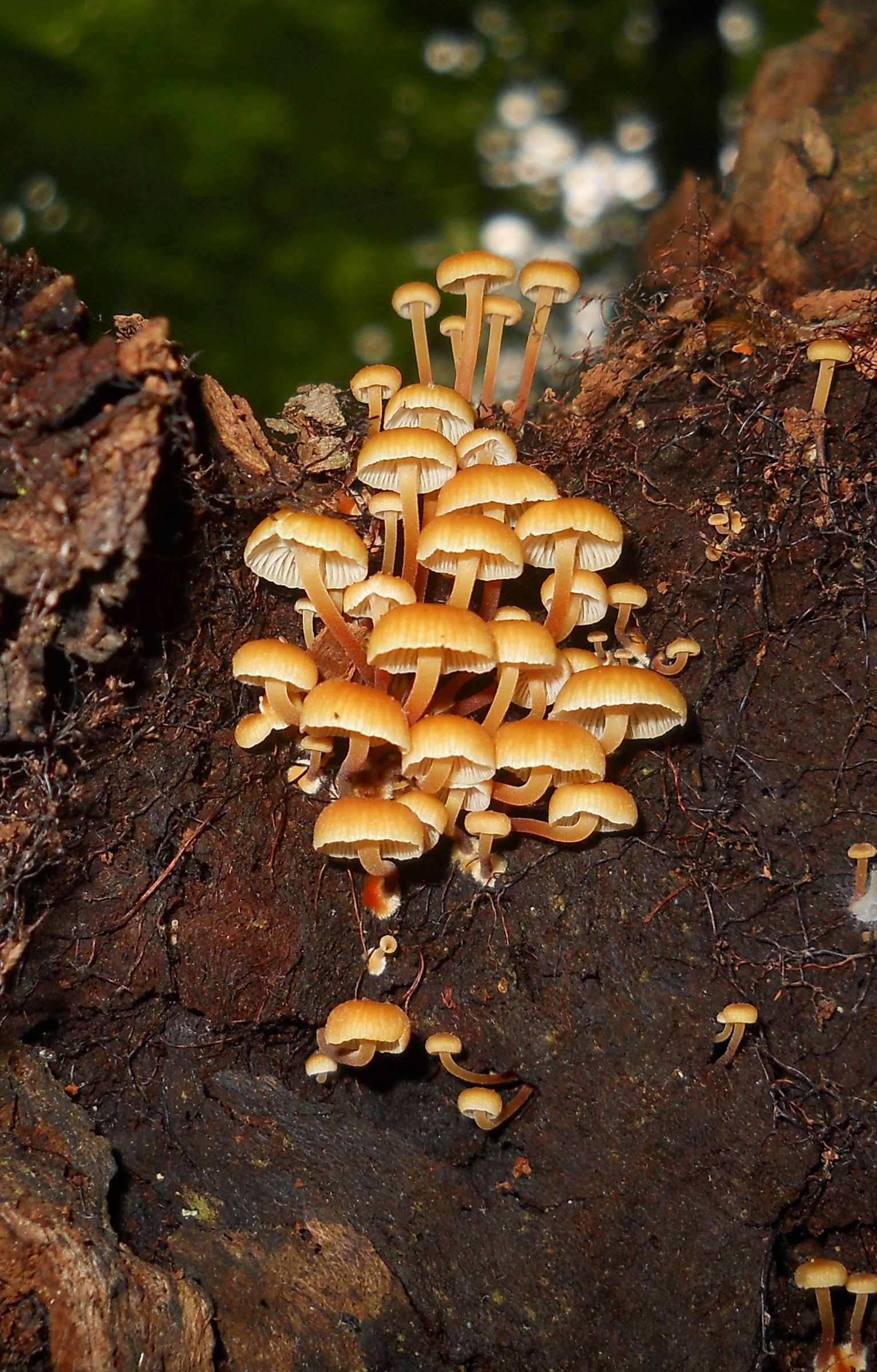